# Jozef Martin Kristín
Brigádní generál Jozef Martin Kristín (18. ledna 1897 Nemšová – 24. dubna 1970 Bratislava) byl československý generál, a legionář, příslušník prvního i druhého zahraničního odboje, vězněn klerofašistickým režimem Slovenského státu a po puči v roce 1948 i komunistickým režimem.
V roce 1969 byl rehabilitován, a o rok později v Bratislavě zemřel. Po roce 1990 mu byla vrácena hodnost brigádní generál in memoriam.
Jeho dcera Eva Kristínová je známa slovenská herečka.

## Vyznamenání
- Croix de guerre, 1918 (Francie)
- Československý válečný kříž 1914–1918, 1919
- Československý válečný kříž 1939, 1945
- Československá medaile za zásluhy, I. stupeň, 1946
- Řád Slovenského národního povstání, I. třída, 1946
- Medaile Za vítězství nad Německem ve Velké Vlastenecké válce 1941–1945[2], 1946 (SSSR)
- Řád Milana Rastislava Štefánika, II. třída, 1992 in memoriam
- Pamětní medaile na válku 1914–1918 [3],(Francie)
- Československá medaile Vítězství
- Československá revoluční medaile